# Батыева гора
Баты́ева гора́ (укр. Бати́єва гора́) — историческая местность в городе Киеве. Расположена на склоне холма над рекой Лыбедь и железной дорогой между Протасовым и Кучминым ярами. Ориентировочные границы — по улице Кучмин Яр, начальному участку улицы Романа Ратушного, улицы Огородней и железной дорогой.
На современной Батыевой горе были найдены могильники Зарубинецкой культуры (II—IV века нашей эры).
Впервые название местности зафиксировано на картосхемах Киева 1861 и 1874 годов как «Батиевы могилы» (от кургана-могильника Бати — происхождение не установлено, к хану Батыю, как когда-то считалось, отношения не имеет). Селение Батыева гора возникло на границе 19-20 столетий как поселение работников-железнодорожников (к настоящему времени сохранилась значительная часть старой застройки). Тогда же сформировалась сеть улиц, которая без изменений сохранилась до сих пор — около 15 улиц и переулков.
До 1950-х годов улицы имели названия линий (1-я линия, 2-я линия и т. д.), современные названия — с начала 1950-х годов.
В 1916 году в пристроенном помещении местной школы была открыта церковь Святой Троицы. Ныне недалеко от этого места построена новая церковь Св. Троицы.
Храм действовал до января 1931 г., когда президиум горсовета «по просьбе рабочих-железнодорожников» постановил закрыть его. Строение храма не сохранилось.
Возрождение Свято-Троицкого храма началось спустя 70 лет. Первое время богослужения совершалися в приспособленном помещении (на территории городского бюро судмедэкспертизы). Первый молебен здесь был отслужен летом 2001 г., а первая Литургия — 19 ноября/2 декабря 2001 г.
2 июля 2011 года архиепископ Переяслав-Хмельницкий и Вишневский Александр по благословению Блаженнейшего Митрополита Владимира освятил храм Пресвятой Троицы в Соломенском районе города Киева.
Ближайшая станция метрополитена: Вокзальная.
СЗШ №60 расположена в самом начале улицы Романа Ратушного.